# MTV Video Music Award al miglior video K-pop
L'MTV Video Music Award al miglior video K-pop (MTV Video Music Award for Best K-Pop Video) è un premio assegnato annualmente a partire dal 2019 nell'ambito degli MTV Video Music Awards.

## Vincitori e candidati

### Anni 2010
- 2019[1]

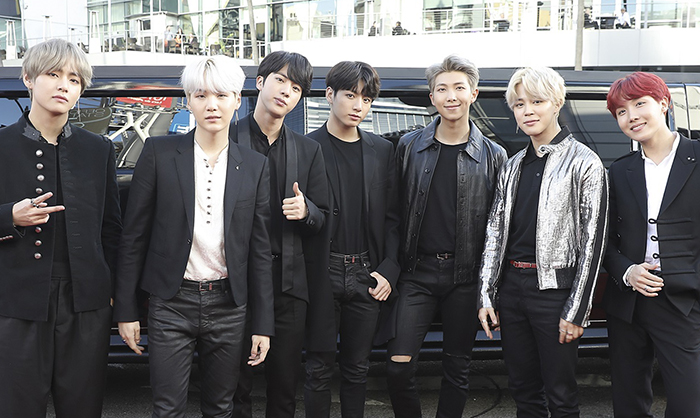
I BTS, vincitori nel 2019, 2020 e 2021.

  - BTS (featuring Halsey) - Boy with Luv
  - Blackpink - Kill This Love
  - Exo - Tempo
  - Monsta X (featuring French Montana) - Who Do U Love?
  - NCT 127 - Regular
  - TXT - Cat & Dog

### Anni 2020
- 2020[2]
  - BTS - On
  - (G)I-dle - Oh My God
  - Exo - Obsession
  - Monsta X - Someone's Someone
  - Red Velvet - Psycho
- 2021[3]
  - BTS - Butter
  - (G)I-dle - Dumdi Dumdi

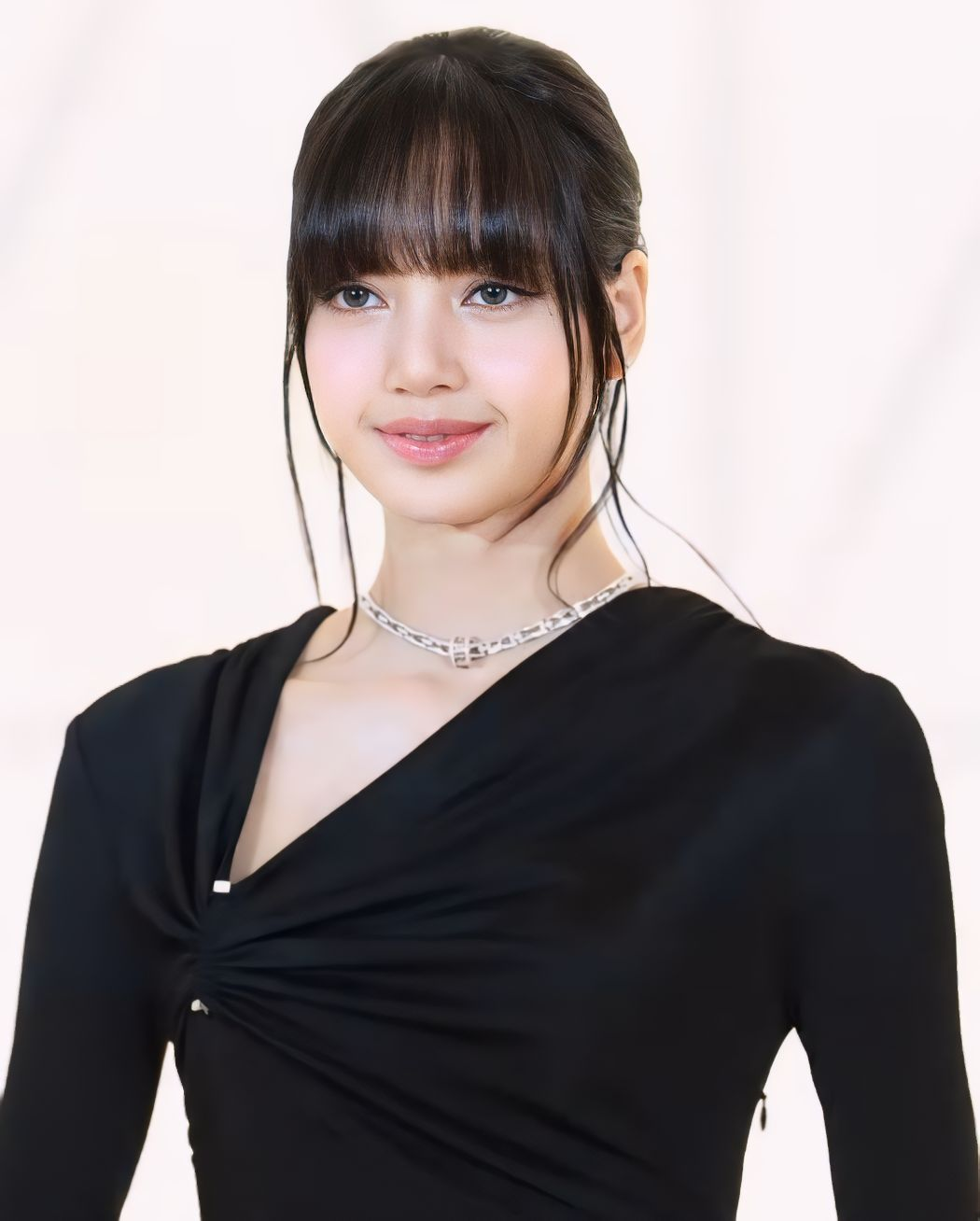
Lisa, vincitrice nel 2022 e 2024.

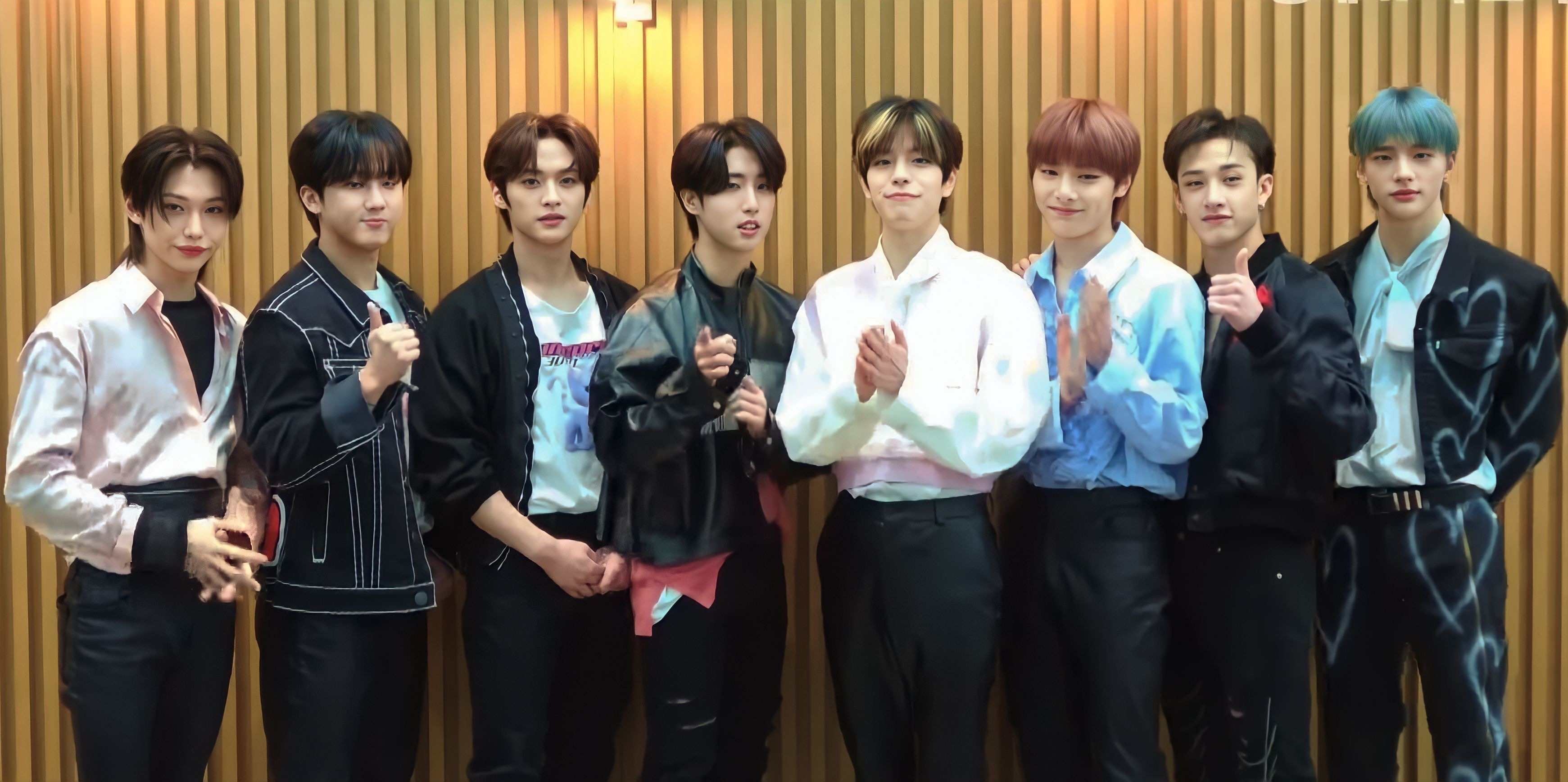
Gli Stray Kids, vincitori nel 2023.

  - Blackpink e Selena Gomez - Ice Cream
  - Monsta X - Gambler
  - Seventeen - Ready to Love
  - Twice - Alcohol-Free
- 2022[4][5]
  - Lisa - Lalisa
  - BTS - Yet to Come (The Most Beautiful Moment)
  - Itzy - Loco
  - Seventeen - Hot
  - Stray Kids - Maniac
  - Twice - The Feels
- 2023[6]
  - Stray Kids - S-Class
  - Aespa - Girls
  - Blackpink - Pink Venom
  - Fifty Fifty - Cupid
  - Seventeen - Super
  - TXT - Sugar Rush Ride
- 2024[7][8]
  - Lisa - Rockstar
  - Jung Kook featuring Latto - Seven
  - NCT Dream - Smoothie
  - NewJeans - Super Shy
  - Stray Kids - Lalalala
  - TXT - Deja Vu

## Critiche
Diversi fan del K-pop e testate giornalistiche hanno criticato l'istituzione del premio: per Aamina Khan di Teen Vogue, nonostante l'intenzione degli organizzatori fosse quella di «riflettere il ricco panorama musicale», «la nuova categoria reitera soltanto una tendenza nelle cerimonie di premiazione occidentali a 'celebrare' gli artisti non-occidentali, non-anglofoni, non-bianchi separandoli dalle loro controparti accettate, non trattate come diverse», senza candidarli, allo stesso tempo, ai premi principali. Jae-Ha Kim di Variety ha criticato le nomination della prima edizione, composte da «artisti casuali che sono etnicamente coreani» e candidando al premio anche Who Do U Love? dei Monsta X, cantata interamente in inglese.